# Homalodisca vitripennis
Homalodisca vitripennis (Germar, 1821), precedentemente noto come H. coagulata, è un insetto della famiglia Cicadellidae.

## Descrizione
Homalodisca vitripennis è un insetto lungo circa 12 millimetri. Il suo colore è marrone scuro tendente al nero con la parte inferiore bianca e gialla. Gli occhi sono gialli, mentre le parti superiori della testa e della schiena sono punteggiate di macchie avorio o giallastre. Le ali sono trasparenti con venature rossastre.

## Biologia

### Alimentazione
Si nutre della linfa  della pianta inserendo le parti della bocca aghiformi nello xilema.
Si nutre di un'ampia varietà di piante. Si stima che le piante ospiti di questo insetto siano oltre 70 specie diverse. Le più importanti sono: vite, agrumi in generale, mandorli, frutta con nocciolo e oleandro.

### Vettore di batteri
H. vitripennis è il vettore più importante per il batterio Xylella fastidiosa. X. fastidiosa è causa di molte malattie delle piante, la malattia di Pierce nella vite, la clorosi variegata (CVC) degli agrumi e il disseccamento degli ulivi. Innesca anche malattie in altre piante quali il mal di pennacchio nel pesco, la bruciatura delle foglie di oleandro, e, negli agrumi, il cancro degli agrumi; è stata segnalata una notevole incidenza anche su prugno, ciliegio e mandorlo.